# Bilan de liaison
 (février 2013).
Si vous disposez d'ouvrages ou d'articles de référence ou si vous connaissez des sites web de qualité traitant du thème abordé ici, merci de compléter l'article en donnant les références utiles à sa vérifiabilité et en les liant à la section « Notes et références ».
Le bilan de liaison est un calcul par étapes permettant de déterminer la qualité d’une liaison. Les détails varient selon la nature du média, hertzien, ligne, fibre optique, et le type de signaux et de modulation, mais le principe est le même. C'est le calcul global qui relie tous les domaines : radioélectricité, traitement du signal, protocoles, etc.

## Principe

### Liaison analogique
Dans ce cas, le but est d’obtenir un rapport entre le signal et le bruit final suffisant pour l’application. Ce chiffre dépend du service : ainsi par exemple, en télévision on utilise une échelle de qualité subjective qui indiquerait qu’un objectif de 40 dB donne une image de haute qualité. En radiotéléphonie utilitaire, on peut admettre que 10 dB est acceptable, alors qu’en radio FM, 50 dB est souhaitable pour une qualité musicale type CD.

### Liaison numérique
Dans ce cas c’est le taux d’erreur acceptable par le protocole utilisé qui sera l’objectif de qualité. Selon le codage utilisé, ce taux d’erreur sera obtenu pour un rapport Eb/N0 minimum, qui correspond à un rapport signal sur bruit à l’entrée du démodulateur.
- Eb est l’énergie par bit.
- N0 est la densité spectrale de bruit.

Le taux d’erreur brut acceptable dépend du type de code correcteur et de protocole utilisé. Un système monodirectionnel interdisant toute répétition en cas d’erreur demandera un taux d’erreur directement utilisable  (exemple : transmission de photos depuis un satellite). Si le protocole inclut des échanges pour répétition, le taux d’erreur brut peut être plus élevé (cas d’Internet).

### Atténuation et bruit du média
En transmission radioélectrique, c’est l'équation des télécommunications qui définit l’atténuation, de forme proportionnelle au carré de la distance dans les cas simples. En liaison filaire coaxiale ou optique, c’est une perte par unité de longueur.
Le bruit ajouté par le média peut être du bruit radioélectrique d’espace, atmosphérique, industriel, ou d’interférences diffuses. Pour des lignes, ce peut être du bruit de diaphonie entre lignes voisines.
Dans des cas où la propagation est très fluctuante, seules des valeurs statistiques peuvent être obtenues, par exemple en liaisons transhorizon HF, ou à l’intérieur de locaux.

### Marge de liaison
La marge de liaison sera l’écart positif entre le bilan calculé et la qualité minimale demandée. Si le bilan incluait tous les paramètres avec exactitude, cette marge pourrait théoriquement être nulle. Une marge est cependant toujours nécessaire et dépend du type de liaison. 
Ainsi dans une liaison spatiale, les calculs peuvent inclure toutes sources de bruits et pertes, la propagation peut être stable, la marge peut être réduite à, par exemple, 3 dB.
Si au contraire le bilan n’est fait qu’en situation nominale, sans défaut de pointage, sans tenir compte des imperfections, la marge doit être élevée, par exemple 10 dB.
En marge, le rapport porteuse/bruit ou C/N, définition selon l'UIT: Exprime conventionnellement le niveau de la qualité de la liaison descendante en sortie d'antenne.              
Pour une liaison TV satellite numérique descendante, la marge C/N, entre le seuil de décodage (limite, image/ écran noir)   et le signal obtenu sous ciel clair, conventionnement admise, doit au moins  valoir 4 dB mais 5 dB sont recommandés pour compenser les pertes dues aux hydrométéores habituels à plus forte intensité. Donc un C/N de 12 ou 14 dB, ciel clair, est  requis, selon les paramètres particuliers du transpondeur, comme le FEC, valeur qui influe sur le niveau de seuil, (entre 6..5 et 9,5 dB)  qui, en plus, n'est donc pas forcément le même selon la sensibilité du tuner et la largeur de bande 27, 33 ou 36 Mhz en présence. Les résultats s'entendent  à  partir d'une parabole de 60 cm de large, minimum, afin de bénéficier d'un angle d'ouverture limité =/< 3° à 11 GHz en présence d'autres sources satellitaires à 3° de différence de longitude dites "brouilleuses ". Les autres valeurs exprimées en MER et en BER, ne sont généralement pas retenues dans la détermination du bilan de liaison, mais sont plutôt désignées pour la qualification conclusive du  signal au niveau de l'usager            

## Étapes et itérations
Le bilan de liaison est un outil qui s’affine pendant le développement d’un système :
- en phase d’étude de faisabilité il inclut des courbes théoriques et des pertes supposées et permet de choisir les paramètres clé : antennes, puissances, codes, protocoles ;
- en études détaillées et réalisation, ce sont des résultats réels sur les circuits ou le média qui sont introduits ;
- en expérimentation, les mesures réelles sont obtenues et comparées, les écarts analysés.

Ainsi plusieurs itérations sont effectuées, avec parfois des évolutions de conception.

## Exemple simplifié d’une liaison numérique

### Détermination du taux d’erreur brut nécessaire
Dans cet exemple, aucun protocole ou code correcteur n’est inclus, et un taux d’erreur de 10-8 est demandé, correspondant à la qualité d'un son numérique sans correction d'erreur.

### Détermination du rapport signal sur bruit nécessaire

courbes d'erreur en PSK

Chaque type de modulation est caractérisé par une courbe de taux d’erreur théorique en fonction du rapport Eb/N0 pour un démodulateur parfait. Par exemple une modulation BPSK  à 10-8 demande un Eb/N0 de 12 dB selon la courbe ci-jointe.
Le rapport S/B est noté de préférence C/N pour éviter les confusions, c’est en effet la puissance de porteuse C et la densité de bruit N qui sont à considérer.
{\displaystyle {\frac {C}{N}}={\frac {E_{b}}{N_{0}}}*{\frac {D_{b}}{B_{r}}}}
- Eb est l’énergie par bit.
- N0 est la densité spectrale de bruit.
- Db = Débit binaire (nombre de bits par seconde)
- Br = bande passante du récepteur (Hz)

### Puissance d’entrée nécessaire
Avec un récepteur et un média parfait, c’est le bruit thermique seul qui limite, défini par la formule de Boltzmann :
{\displaystyle N=k_{B}*T*Br}
- N = puissance de bruit (W)
- kB = constante de Boltzmann = 1,3806 × 10-23 J.K-1
- T = température effective (K)
- Br = bande passante du récepteur (Hz)

La bande passante du récepteur est sa bande équivalente de bruit, c’est au minimum la bande passante demandée par la modulation utilisée.
Dans un cas réel, la température effective de réception doit tenir compte de tous les bruits : espace, réc epteur, etc.

### Détermination de la puissance d’émetteur
La puissance de réception étant déterminée, la puissance d’émission est définie par l’équation des télécommunications hertziennes en fonction de la distance, de la longueur d’onde et des gains d’antennes.

### Pertes diverses
Cette approche ne tient pas compte de divers effets mineurs qui en se cumulant peuvent réduire la marge de plusieurs décibels :
- le bruit entre signal et émission, de quantification, de traitement, d'amplification, etc. ;
- les pertes diverses de modulation, de « dépointage » d'antenne, de « désadaptation », etc.

## Présentation du bilan de liaison
L'utilisation des décibels est en général commode pour additionner gains et pertes, dans un tableur informatique. Le bilan peut se présenter de diverses façons selon le but cherché :
- évaluation de marge d'un système existant ;
- détermination de la surface d'antenne minimale pour une réception correcte ;
- liaison à plusieurs étapes (répéteur).

Le diagramme ci-dessus explicite par exemple les ordres de grandeurs des gains et atténuations successives subies par le signal entre le modulateur et le démodulateur d'un faisceau hertzien.